# Ryder Cup 2010
Ryder Cup 2010 var den 38:e upplagan av matchspelstävlingen i golf som spelas mellan USA och Europa vartannat år. 2010 års match spelades den 1–4 oktober på Celtic Manor Resort i Newport, Wales. USA var titelförsvarare efter att år 2008 ha vunnit på Valhalla i Kentucky, USA, men Europa stod som slutsegrare med minsta möjliga marginal, 14½ - 13½.

## Format
Tävlingen bestod av 28 matcher, fördelade på tre dagar (fredag - söndag) och planerades att spelas enligt följande::
- Dag 1 Fyra fyrboll-matcher på förmiddagen och fyra foursome-matcher på eftermiddagen.
- Dag 2 Fyra fyrboll-matcher på förmiddagen och fyra foursome-matcher på eftermiddagen
- Dag 3 Tolv singel-matcher

På grund av ett långt regnavbrott under första dagen hann dock enbart fyrboll-matcher spelas, och ingen av dem hann avslutas. Även söndagens spel försenades av ett långt regnavbrott. Därför kom man överens om att ändra spelordningen till följande program:
- Dag 1 Fyra fyrboll-matcher (som avslutades på lördagsmorgonen)
- Dag 2 Avslutning av första dagens fyrboll-matcher på morgonen, följt av en session med sex foursome-matcher, och därefter en session med fyra fyrboll-matcher och två foursome-matcher (som avslutades på söndagen)
- Dag 3 Avslutning av lördagens sista sex matcher
- Dag 4 Tolv singel-matcher

Totala antalet fyrboll-, foursome- och singelmatcher blev därmed detsamma som ursprungligen planerats, men följden blev bland annat att ingen spelare kunde spela fem matcher, vilket tidigare varit möjligt i Ryder Cup. För första gången i Ryder Cups historia blev det även spel på en måndag.
En vunnen match ger 1 poäng, medan en oavgjord match ger ½ poäng. Laget som först når 14½ poäng har vunnit. Vid oavgjort 14-14 skulle de regerande mästarna (USA) ha behållit trofén.

## Lagen
Reglerna för uttagning är olika i USA och Europa. I USA sker uttagningen efter ett poängsystem baserat på resultat i alla fyra majors 2009, samt på resultat på PGA-touren 2010. De åtta första på denna poänglista kvalificerades automatiskt. Därutöver fick kaptenen Corey Pavin den 7 september välja ytterligare fyra spelare till laget.
Till Europas lag kvalificerade man sig genom att vara bland de fyra första européerna på golfens världsranking, eller genom att vara bland de fem första européerna (bland de som inte kvalificerat sig från världsrankingen) på Europatourens poänglista, där 1 Euro = 1 poäng. Kaptenen Colin Montgomerie fullbordade den 29 augusti 2010 tolvmannalaget med tre egna val.
| Europa Kapten: Colin Montgomerie   |               |
| Namn                               | Världsranking |
| Lee Westwood                       | 3             |
| Ian Poulter                        | 12            |
| Ross Fisher                        | 26            |
| Martin Kaymer                      | 5             |
| Rory McIlroy                       | 7             |
| Graeme McDowell                    | 14            |
| Francesco Molinari                 | 35            |
| Peter Hanson                       | 40            |
| Miguel Angel Jimenez               | 38            |
| Pádraig Harrington (kaptenens val) | 19            |
| Luke Donald (kaptenens val)        | 11            |
| Edoardo Molinari (kaptenens val)   | 15            |

| USA Kapten: Corey Pavin       |               |
| Namn                          | Världsranking |
| Phil Mickelson                | 2             |
| Hunter Mahan                  | 13            |
| Bubba Watson                  | 25            |
| Jim Furyk                     | 6             |
| Steve Stricker                | 4             |
| Dustin Johnson                | 24            |
| Jeff Overton                  | 46            |
| Matt Kuchar                   | 10            |
| Tiger Woods (kaptenens val)   | 1             |
| Stewart Cink (kaptenens val)  | 36            |
| Zach Johnson (kaptenens val)  | 17            |
| Rickie Fowler (kaptenens val) | 32            |

Spelarnas ranking per den 29 augusti 2010, då Europas kapten Colin Montgomerie gjorde sina val.

## Resultat

### Dag 1
| Fyrbollar                      | Fyrbollar | Fyrbollar | Fyrbollar | Fyrbollar                     |
| ------------------------------ | --------- | --------- | --------- | ----------------------------- |
| Lee Westwood Martin Kaymer     | 3 & 2     |           |           | Phil Mickelson Dustin Johnson |
| Rory McIlroy Graeme McDowell   |           | lika      |           | Stewart Cink Matt Kuchar      |
| Ian Poulter Ross Fisher        |           |           | 2 upp     | Steve Stricker Tiger Woods    |
| Luke Donald Padraig Harrington |           |           | 3 & 2     | Bubba Watson Jeff Overton     |

| Efter första sessionen1): | \| Europa \| 1½ \| 2½ \| USA \| |    |     |
| Europa                    | 1½                              | 2½ | USA |

1)Första dagens matcher spelades klart tidigt på lördagen.

### Dag 2 - 3
| Foursomes                           | Foursomes | Foursomes | Foursomes | Foursomes                     |
| ----------------------------------- | --------- | --------- | --------- | ----------------------------- |
| M. A. Jimenez Peter Hanson          |           |           | 4 & 3     | Tiger Woods Steve Stricker    |
| Edoardo Molinari Francesco Molinari |           |           | 2 upp     | Zach Johnson Hunter Mahan     |
| Lee Westwood Martin Kaymer          |           | lika      |           | Jim Furyk Rick Fowler         |
| Padraig Harrington Ross Fisher      | 3 & 2     |           |           | Phil Mickelson Dustin Johnson |
| Ian Poulter Luke Donald             | 2 & 1     |           |           | Bubba Watson Jeff Overton     |
| Graeme McDowell Rory McIlroy        |           |           | 1 upp     | Stewart Cink Matt Kuchar      |

| Foursomes                           | Foursomes | Foursomes | Foursomes | Foursomes                    |
| ----------------------------------- | --------- | --------- | --------- | ---------------------------- |
| Luke Donald Lee Westwood            | 6 & 5     |           |           | Steve Stricker Tiger Woods   |
| Graeme McDowell Rory McIlroy        | 3 & 1     |           |           | Zach Johnson Hunter Mahan    |
| Fyrbollar                           |           |           |           |                              |
| Padraig Harrington Ross Fisher      | 2 & 1     |           |           | Jim Furyk Dustin Johnson     |
| Peter Hanson M. A. Jimenez          | 2 upp     |           |           | Bubba Watson Jeff Overton    |
| Edoardo Molinari Francesco Molinari |           | lika      |           | Stewart Cink Matt Kuchar     |
| Ian Poulter Martin Kaymer           | 2 & 1     |           |           | Phil Mickelson Rickie Fowler |

| Efter andra sessionen: | \| Europa \| 4 \| 6 \| USA \| |   |     |
| Europa                 | 4                             | 6 | USA |

| Europa | 4 | 6 | USA |

| Efter tredje sessionen: | \| Europa \| 9½ \| 6½ \| USA \| |    |     |
| Europa                  | 9½                              | 6½ | USA |

| Europa | 9½ | 6½ | USA |

### Dag 4
| Singlar            | Singlar | Singlar | Singlar | Singlar        |
| ------------------ | ------- | ------- | ------- | -------------- |
| Lee Westwood       |         |         | 2 & 1   | Steve Stricker |
| Rory McIlroy       |         | lika    |         | Stewart Cink   |
| Luke Donald        | 1 upp   |         |         | Jim Furyk      |
| Martin Kaymer      |         |         | 6 & 4   | Dustin Johnson |
| Ian Poulter        | 5 & 4   |         |         | Matt Kuchar    |
| Ross Fisher        |         |         | 3 & 2   | Jeff Overton   |
| M. A. Jimenez      | 4 & 3   |         |         | Bubba Watson   |
| Francesco Molinari |         |         | 4 & 3   | Tiger Woods    |
| Edoardo Molinari   |         | lika    |         | Rickie Fowler  |
| Peter Hanson       |         |         | 4 & 2   | Phil Mickelson |
| Padraig Harrington |         |         | 3 & 2   | Zach Johnson   |
| Graeme McDowell    | 3 & 1   |         |         | Hunter Mahan   |

| Slutställning: | \| Europa \| 14½ \| 13½ \| USA \| |     |     |
| Europa         | 14½                               | 13½ | USA |

Hela Ryder Cup avgjordes i den sista matchen mellan nordirländaren Graeme McDowell och amerikanen Hunter Mahan. Ställningen var då 13½ - 13½, och McDowell var tvungen att vinna matchen för att Europa skulle vinna trofén (vid lika skulle USA behållit cupen). McDowell rullade i en birdieputt på det 16:e hålet för att gå till 2 upp med 2 hål kvar att spela, och hade då säkrat minst ½ poäng. På det 17:e hålet gjorde Mahan ett par dåliga slag, och McDowells seger säkrades då Mahan inte lyckades sänka sin parputt.